# Culicoides neopalpalis
Culicoides neopalpalis är en tvåvingeart som beskrevs av Tokunaga 1962. Culicoides neopalpalis ingår i släktet Culicoides och familjen svidknott. Inga underarter finns listade i Catalogue of Life.